# Памятник воинам-землякам («Красная заря», Нэммэрэ)
Памятник воинам-землякам, ушедшим на Великую Отечественную войну из колхоза «Красная заря» (м. Нэммэрэ) — памятник в 4 километрах от села Тюнгюлю, посвящённый участникам Великой Отечественной войны. Является объектом культурного наследия местного (муниципального) значения.

## Общее описание
Расположен по адресу: Республика Саха (Якутия), Мегино-Кангаласский улус (район), МО «Тюнгюлюнский наслег», в 4 км от с. Тюнгюлю, в м. Нэммэрэ. Памятник был открыт в 1995 году.
Памятник состоит из:
- Стела бетонная;
- Постамент из бетона;
- Основание памятника из бетона круглой формы;
- Памятные таблички дюралюминиевые, 16 штук, нанесены данные 37 участников войны, 87 тружеников тыла и 28 детей военного времени;
- Скульптура ордена Отечественной войны;
- Металло-лист позолоченный с надписью;
- Скульптура в форме звезда пятилучная бетонный;
- Основание из бетона, в виде вечного огня;
- Коновязь из металла в форме цилиндра;
- Скульптура ордена Победы, конструкция из металла, с цифрами «1941-1945»;
- Ограждение памятника из металла[1].

## Фото
- Яндекс фото Архивная копия от 6 сентября 2021 на Wayback Machine